# Дворец Республики (Минск)
Дворец Республики (бел. Палац Рэспублікі) — белорусский культурный и деловой центр, площадка для проведения государственных, общественно-политических мероприятий на высшем уровне, расположен на Октябрьской площади Минска.
Официальное название: Государственное учреждение «Дворец Республики» Управления делами Президента Республики Беларусь.

## Расположение
Октябрьская площадь Минска.

## История
В конце 1970-х годов был объявлен конкурс на лучший проект минского Дворца Республики. Идея строительства Дворца Республики принадлежит Петру Машерову. В 1976 году началось проектирование в институте «Минскпроект» под руководством архитекторов Ю. Григорьева и Ю. Шпита. Строительство началось в 1985 году, но было приостановлено в связи с недостатком финансирования в начале 1990-х. 3 октября 1997 года состоялось открытие Дворца Республики, при этом отделочные работы в Большом и Малом залах продолжались до 2001 года.

## Оформление и отделка
При строительстве были использованы различные технологические новшества, которые до этого никогда в республике не применялись. В частности, впервые было произведено непрерывное бетонирование; отделка здания естественным камнем.
Здание Дворца отделано гранитом, привезённым из Башкортостана. В состав использованного при отделке гранита входит железо, которое под воздействием влаги и перепадов температуры подвергается окислению, в результате чего появляются жёлтые разводы ржавчины. Низ Дворца облицован другой разновидностью гранита — рапакиви, интересный своим рисунком: однородный цвет, в структуре которого отчётливо выделяются большие вкрапления — срезы кристаллов.

## Комплекс Большого зала
Большой зал рассчитан на 2700 мест, имеет несколько уровней: партер, амфитеатр, балкон, шесть боковых лож и две правительственные ложи. Он оснащен кино-комплексом, что позволяет также проводить в нем кинофестивали.
Зал приёмов расположен на уровне балконов Большого зала и позволяет разместить до 1000 человек. Оттуда открывается панорамный вид на город.
Зал приёмов можно использовать автономно для проведения различных мероприятий. Отдельный вход с просторным вестибюлем, гардеробом, лифтами, позволяет проводить мероприятия в зале одновременно с другими мероприятиями во Дворце Республики. Стало уже традицией проводить здесь приёмы от имени Президента Республики Беларусь с представителями женской общественности, с учащимися – победителями предметных олимпиад, приёмы, посвященные Дню Независимости, вручение верительных грамот и другие государственные праздники и юбилеи.

## Комплекс Малого зала
Малый зрительный зал, рассчитанный на 470 мест, имеет форму амфитеатра. Конференц-зал способен вместить до 70 человек. Помещение оборудовано системой синхронного перевода и специальными кабинками для переводчика. Здесь проводились информационный семинар по новой региональной программе защиты беженцев, форум по банковским информационным технологиям, торжественная церемония вручения наград «Человек дела», пресс-конференции артистов эстрады. Рядом с конференц-залом расположен пресс-зал. Он оборудован тридцатью специальными местами для журналистов. На мониторах транслируются мероприятия, проводимые в залах.

## Достижения
- За достижение в 2023 году наилучших показателей в сфере социально-экономического развития государственное учреждение «ДВОРЕЦ РЕСПУБЛИКИ» Управления делами Президента Республики Беларусь признан победителем соревнования и занесен на Республиканскую доску Почёта[9].